# Xenophanes (Mondkrater)
Xenophanes ist ein Mondkrater am nordwestlichen Rand der Mondvorderseite. 
Der Krater Xenophanes liegt zwischen den Kratern Cleostratus im Nordosten und Volta im Südwesten.
Er hat einen Durchmesser von rund 118 Kilometern mit einem stark erodierten Kraterwall. Der Krater ist sehr alt, seine Entstehungszeit wird der pränektarischen Periode zugerechnet.
Xenophanes hat zehn Nebenkrater:
| Buchstabe | Position           | Durchmesser | Link |
| --------- | ------------------ | ----------- | ---- |
| A         | 60,09° N, 84,84° W | 41 km       |      |
| B         | 59,45° N, 80,52° W | 15 km       |      |
| C         | 59,55° N, 78,97° W | 12 km       |      |
| D         | 58,62° N, 77,61° W | 12 km       |      |
| E         | 58,08° N, 85,63° W | 13 km       |      |
| F         | 56,78° N, 73,4° W  | 24 km       |      |
| G         | 56,94° N, 75,95° W | 7 km        |      |
| K         | 58,75° N, 84,42° W | 12 km       |      |
| L         | 54,82° N, 78,49° W | 22 km       |      |
| M         | 54,8° N, 79,58° W  | 9 km        |      |

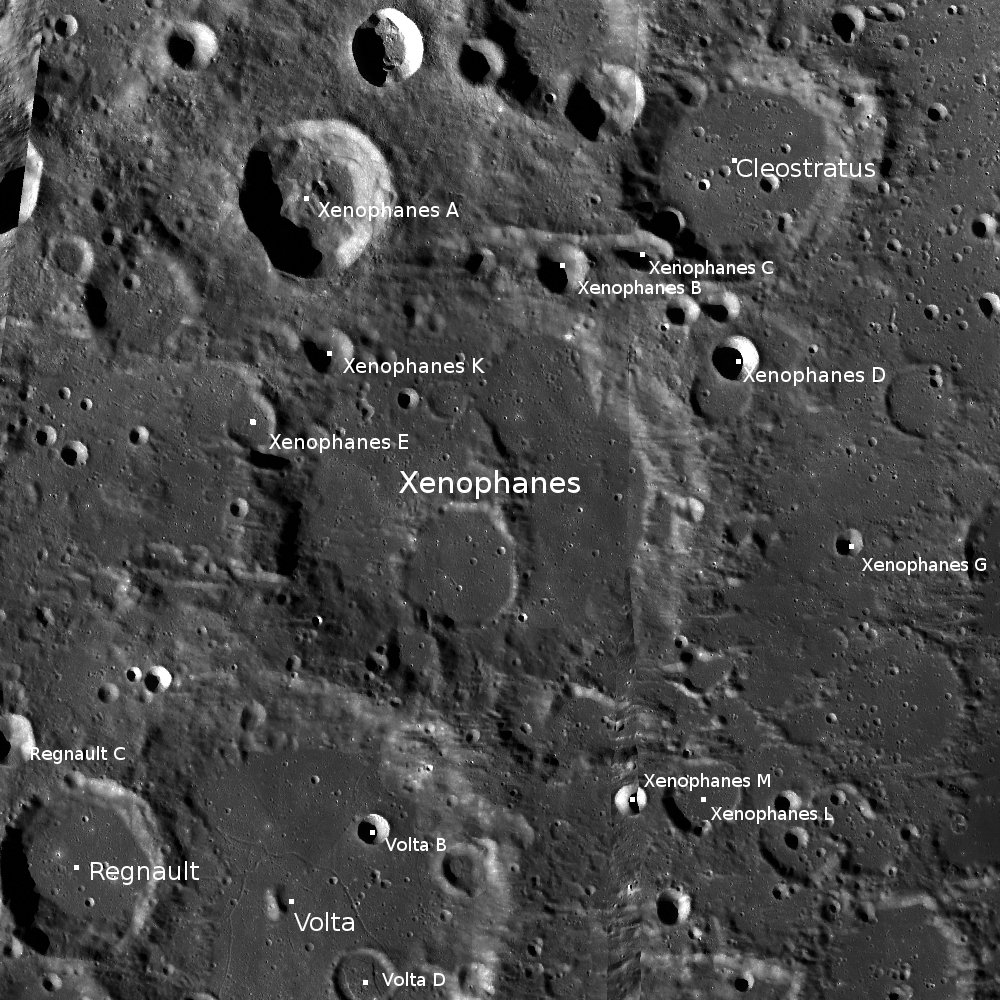
Xenophanes mit Nebenkratern (LROC-WAC)

Der Krater wurde 1935 von der IAU offiziell nach dem griechischen Philosophen Xenophanes benannt.